# Камбиз II
Камбиз II (стперс. , умро 521. п. н. е.) краљ Персије од 529. п. н. е.-521. п. н. е.. 
Био је син Кира Великог. Кад је Кир Велики заузео Вавилон 539. п. н. е. у Кировом цилиндру у прогласу Вавилонцима његово име је придружено Кировом имену. Постаје једини краљ кад Кир Велики гине 529. п. н. е.

## Даријево сведочанство о Камбизу

### Освајање Египта
Након што је Кир Велики освојио Азију, Камбиз је одлучио да крене у поход на Египат, јер то је било једина преостала независна држава Источног света. Пре експедиције убија брата Бардија (Смердиса), кога је Кир поставио да буде управник источних провинција. 
Освајање Египта је започео 525. п. н. е., управо кад је фараона Амазиса II наследио Псамтик III.
Камбиз је ушао у савез са Арапима, а Египат са Грцима. Арапи су били логистички битни, допремајући велике количине воде тамо где је била потребна. С друге стране Грци су се показали као непоуздан савезник. Кипарски градови су одустали, Поликрат са Самоса са великом флотом више навија за Персијанце, а командант грчких трупа прилази Персијанцима.
У одлучној бици код Пелузије Камбиз II побеђује Египћане и убрзо заузима Мемфис. Ухваћеног фараона Псамтика III убијају, кад се побунио.

### Покушаји освајања јужног и западног Египта
Из Египта покушава да освоји Куш, тј. краљевства која су у данашњем Судану. Међутим његова армија не успева да пређе пустињу и после тешких губитака враћају се, а нубијски краљ му заробљава готово све бродове.
Покушај да освоји оазу Сива исто тако је пропао. План о нападу на далеку Картагину ометала су одбијања Феничана да му помогну у транспорту.

### Смрт Камбиза
У међувремену у Персији се појавио узурпатор Гаумата, у пролеће 522. п. н. е., који се претварао да је он убијени Бардија (Смердис). У Азији су га признали као таквог. Камбиз је кренуо да се сукоби са њим. Током похода је умро, према једним од своје руке, а према другима је био несрећан случај.

### Изгубљена Камбизова Армија
Према Херодоту, Камбиз је послао огромну армију од 50.000 војника да освоје оазу Сива.
На пола пута велика пешчана олуја је покопала целу армију. Иако многи египтолози сматрају да је та прича мит, многобројни су трагали за остацима те армије.

## Предања о Камбизу
Постоје о њему различита предања, која је пренео Херодот и други извори.
Кабиз жели да се ожени кћерком Амазиса, који шаље кћерку Априеса звану Нитетис, уместо своје кћерке. Нитетис наводи Камбиза да започне рат. Чини велики злочин, убијајући Аписовог бика, свету животињу, због чега бива кажњен лудошћу. Тако луд чини многе злочине. Убија свог брата и сестру и на крају губи царство и умире од ране на куку, на истом месту где је он убио свету животињу. По персијским причама, Камбиз је починио злодело убивши свог брата, а оптужују га да је био тешка пијаница.